# Ik wil alles met je delen
"Ik wil alles met je delen" ("Eu quero partilhar tudo contigo") foi a canção que representou os Países Baixos no Festival Eurovisão da Canção 1990, interpretada em neerlandês pela banda Maywood. Foi a quinta canção a ser interpretada na noite do festival, a seguir à canção turca "Gözlerinin Hapsindeyim", cantada por Kayahan e antes da canção luxemburguesa, interpretada por Céline Carzo. A canção neerlandesa terminou em 15.º lugar (entre 22 países participantes), recebendo um total de 25 pontos. Esta canção teve uma versão em inglês chamada ""No more winds to guide me".

## Autores
- Letra e música: Alie de Vries
- Orquestração: Harry van Hoof

## Letra
A canção é uma balada, com as cantora dizendo ao seu amante que ela quer partilhar tudo com ele - incluindo os tempos difíceis da vida. Ela canta que a vida é como  "dar uma volta no carrossel"  e que ela está lá quando as coisas são más, também deve estar quando são boas.